# Vassili Barthold
Vassili Vladimirovitch Barthold (en russe : Василий Владимирович Бартольд), né Wilhelm Barthold, le 15 novembre 1869 à Saint-Pétersbourg et décédé le 19 août 1930 à Léningrad, est un historien de parents allemands de l'Empire russe, sujet russe, puis citoyen soviétique.
Cet académicien dont l'œuvre a été critiquée à l'époque soviétique à cause de son orientation non marxiste est redécouvert depuis la fin de l'URSS aussi bien en Russie que dans les pays occidentaux. Reconnu comme une sommité de la turcologie et de l'iranologie, Barthold fait l'objet de traductions et de nouveaux travaux.

## Biographie
Fils d'un agent de change allemand de Russie, il poursuit ses études à la faculté des langues orientales de l'université impériale de Saint-Pétersbourg qu'il termine en 1891. Il est intégré à la faculté ensuite. Les moyens importants de sa famille lui permettent d'effectuer des voyages d'études à l'étranger. 
Il traduit de l'anglais le livre de Stanley Lane-Poole Les Dynasties musulmanes avec des ajouts de notes. Barthold obtient son doctorat en histoire orientale en 1900 grâce à sa thèse Le Turkestan à l'époque de l'invasion mongole. Il enseigne à la faculté des langues orientales de la capitale impériale et voyage tous les ans en Orient. Il est nommé professeur extraordinaire en 1901 et professeur ordinaire en 1906. Il dirige des fouilles archéologiques dans les environs de Samarcande en 1904. En 1910, il est élu membre-correspondant de l'académie impériale des sciences et membre ordinaire en 1913 dans le département littérature et histoire des nations asiatiques.
Il entreprend un voyage d'études en Oural du Sud en mai 1913 qui le mène aussi en Sibérie et en Asie centrale. Il visite les régions d'Oufa et d'Orenbourg.
Il succède à Vassili Radlov au poste le plus élevé au département de turcologie du Musée d'ethnographie et d'anthropologie de l'Académie des sciences de Russie de Saint-Pétersbourg. Sa contribution fut importante pour mieux comprendre la culture médiévale d'Asie centrale, ce qui lui valut le surnom d' « Edward Gibbon du Turkestan ».
Après la révolution d'Octobre, il dirige le collège des orientalistes formé en 1921 auprès du musée d'Asie. Une des entreprises les plus importantes de l'Empire soviétique dans laquelle il joue un rôle-clef est celle de l'adoption de l'alphabet cyrillique pour les populations illettrées de l'URSS et des langues jusqu'alors écrites en caractères arabes.
Barthold est l'un des organisateurs du premier congrès de turcologie qui se tient à Bakou en 1926. Il passe deux ans à Bakou (1924-1926) pour préparer ce congrès et pour organiser le transfert de certains professeurs des facultés orientales et Saint-Pétersbourg et de Kazan et former des moyens, afin de fonder le département oriental de l'université d'Azerbaïdjan. Il met sur pied des cycles de leçons sur l' « histoire de l'Azerbaïdjan », sur « la place des régions des bords de la mer Caspienne dans l'histoire du monde musulman », où il donne une analyse de la signification historique des différentes villes d'Azerbaïdjan et en premier chef de Bakou.
Il rencontre un grand nombre d'enseignants, de savants, de membres de l'administration locale, visite et examine les musées et les mosquées, le palais, la forteresse et le cimetière de Bakou. En plus de ses travaux à Bakou, il s'occupe des questions relatives à la conservation des mausolées de Nizami, de Ferdowsi et de Korkyt (Korkut) et traduit l'épopée azérie Le Récit du grand-père Korkyt.
Il prend connaissance et traduit des manuscrits de la collection de la bibliothèque de l'université d'Azerbaïdjan et prononce des conférences au congrès de turcologie de Bakou (1926), ainsi qu'à la maison des Lumières de Bakou concernant l'histoire et l'ethnologie. Il en reprend les grandes lignes dans son article sur Bakou de l'Encyclopédie de l'islam.
Barthold a fréquenté et travaillé dans de grandes bibliothèques d'Europe, en Angleterre, en Allemagne et en France, ainsi qu'en Turquie et également dans la plupart des bibliothèques d'URSS possédant un fonds oriental d'importance, comme à Léningrad, Moscou, Tachkent et Bakou. Cela lui permet d'organiser des cycles de conférences à propos des manuscrits orientaux et des archives auprès de l'institut archéologique de Pétrograd en 1918 et de rédiger un grand nombre d'articles tout au long de sa carrière, ainsi que de formuler des suggestions concernant les catalogues et la classification des fonds orientaux de ces bibliothèques.
Il est invité par Nicolas Marr en janvier 1927 à la bibliothèque de Léningrad en tant que consultant au département oriental et y travaille aussi en 1928 et 1929. Il supervise le catalogage des ouvrages en persan, en turc et en arabe et surtout les anciens manuscrits du khanat de Crimée.
De 1927 à 1930, il est engagé à la bibliothèque de Léningrad pour étudier deux fois par semaine (lundis et jeudis) les manuscrits orientaux et les décrire. Il en résulte la description d'environ 500 manuscrits : manuscrits arabes (nouvelle série) de la collection Khanykov, manuscrits de la collection Firkovitch, manuscrits persans (nouvelle série persane), manuscrits turcs (nouvelle série turque), etc. Les travaux scientifiques de Barthold sont donc d'une valeur exceptionnelle, car ils mettent au jour des textes jusqu'alors inconnus. Il avait prévu de consacrer cinq ans au catalogage, mais sa mort l'empêche de réaliser ce plan. Sa bibliothèque personnelle est la base du cabinet de turcologie.
Barthold est l'auteur d'un grand nombre de travaux concernant l'histoire du monde musulman. Il est rédacteur de la revue Le Monde de l'islam et l'un des fondateurs de l'école orientaliste soviétique. C'est également le premier à utiliser les termes d' « Azerbaïdjan » ou d' « Azéri ». Auparavant, il était d'usage de parler officiellement sous l'Ancien Régime des « Tatars de Bakou ».
En outre, Barthold était rédacteur en chef des Notes du département oriental de la Société impériale archéologique (1908-1912), du Monde de l'islam (1912-1913), du Monde musulman (1917) et des Notes du collège des orientalistes (1925-1930). Son ouvrage Turkestan a fait l'objet de notes critiques par Paul Pelliot en 1930. Ses Douze leçons... (Zwölf Vorlesungen...) Ont été traduites de l'allemand et adaptées en français par Paul Pelliot en 1945, sous le titre Histoire des Turcs d'Asie centrale.
Mort le 19 août 1930, Vassili Barthold est enterré au cimetière luthérien de Saint-Pétersbourg.

## Quelques publications
- «О христианстве в Туркестане в домонгольский период» («Записки Восточного Отдела Императорского Русского Археологического Общества», т. VIII (1893 — 94), en allemand : «Zur Geschichte des Christentums in Mittel-Asien bis zur mongolischen Eroberung» (Tübingen, 1901) [À propos du christianisme en Asie centrale avant l'invasion mongole];
- «Образование империи Чингисхана» («Записки Восточного Отдела», т. X, 1896) [La Formation de l'empire de Gengis Khan ];
- «Отчет о поездке в Среднюю Азию в 1893 — 94 годах» (Saint-Pétersbourg, 1897 [Compte-rendu de voyage en Asie centrale en 1893-1894], et «Записки Академии Наук» [Notes de l'Académie des sciences], историко-филологический отдел, 8- я серия, т. I, № 4);
- «Очерк истории Семиречья» («Памятная книжка Семиреченской области», т. II, Верный, 1898) [Compte-rendu de l'histoire des Sept-Rivières];
- «Отчет о командировке в Туркестан» («Записки Восточного отдела Археологического Общества», т. XV, 1902 — 03) [Compte-rendu d'un voyage commandé au Turkestan];
- «Историко-географический обзор Ирана» (Saint-Pétersbourg, 1903, университетский курс) [Aperçu historico-géographique de l'Iran ], traduit en anglais : An Historical Geography of Iran (Princeton: Princeton University Press) 1984 (traduction de Svat Soucek; édité par C.E. Bosworth) ;
- «Сведения об Аральском море и низовьях Амударьи с древнейших времен до XVII века» (Ташкент, 1902); traduction allemande: «Nachrichten uber den Aralsee und den unteren Lauf des Amu-Darja» (Saint-Pétersbourg, 1911) [Informations sur la mer d'Aral et le cours inférieur de l'Amou-Daria de l'Antiquité jusqu'au XVIIe siècle]; «Zur Geschichte der Saffariden» («Orientalische Studien», I, 1906) [Histoire des Saffarides];
- «О некоторых восточных рукописях в библиотеках Константинополя и Каира» («Записки Восточного Отдела», т. XVIII, 1908) [À propos de manuscrits orientaux des bibliothèques de Constantinople et du Caire];
- «Обзор деятельности факультета 1855—1905 годов» («Материалы для истории факультета восточных языков», т. IV, 1909) [Aperçu des activités de la faculté orientale 1855-1905];
- «К истории Мерва» («Записки Восточного Отдела», т. XIX, 1909) [Histoire de Merv];
- «Персидская надпись на стене Анийской мечети Мануче» («Анийская серия», № 5, 1911) [Inscription persane sur le mur d'Anius de la mosquée de Manoutché];
- «История изучения Востока в Европе и в России» (Saint-Pétersbourg, 1911, cours universitaire) [Histoire de l'enseignement des matières orientales en Europe et en Russie].
- «Улугбек и его время», Акад. Наук, 1918 [Oulough Beg et son temps]
  - (de) Ulug Beg und seine Zeit, trad. Walther Hinz, coll. « Abhandlungen für die Kunde des Morgenlandes 21, no 1, ISSN 0567-4980 », Brockhaus, Leipzig, 1935. — Réimpression : Publications of the Institute for the History of Arabic-Islamic Science — Islamic mathematics and astronomy 54, Francfort, 1998
  - (en) Ulugh-Beg, Leyde, 1958
- «Из прошлого турок». Petrograd, 1917 [Du passé des Turcs];
- Тюрки. Двенадцать лекций по истории турецких народов Средней Азии [Les Turcs : douze leçons sur l'histoire des peuples turcs d'Asie centrale] Lecture en ligne, traduites en allemand : Zwölf Vorlesungen über die Geschichte der Türken Mittelasiens (1932/35 et 1962, Wissenschaftliche Buchgesellschaft)
- КУЛЬТУРА МУСУЛЬМАНСТВА. Изд-во «ОГНИ» ПЕТРОГРАД 1918 г. «КРУГ ЗНАНИЯ» [Culture du monde musulman], éd. Ogni, Petrograd, 1918 « Le Cercle de la connaissance »;
- «История изучения Востока в Европе и России». Léningrad, 1925, traduit en français sous le titre La Découverte de l'Asie: Histoire de l’orientalisme en Europe et en Russie, Paris, 1947;
- «Иран: Исторический обзор». Tachkent, 1926 [Iran: aperçu historique];
- «История культурной жизни Туркестана». Léningrad, 1927 [Histoire de la vie culturelle au Turkestan];
- «Киргизы: Исторический очерк». Frounzé, 1927 [Les Kirghizes: aperçu historique];
- Собрание сочинений в 9 томах. Moscou, Izdatel'stvo vostočnoj literatury1963—77 [Œuvres complètes en 9 tomes];.

## Source de la traduction
- (ru) Cet article est partiellement ou en totalité issu de l’article de Wikipédia en russe intitulé « Бартольд, Василий Владимирович » (voir la liste des auteurs).